# Type (Unix)
A type egy Unix-parancs, amely kiírja, milyen parancs az, amelyikre rákérdezünk.

## Alakja
```
type name
```

## Leírása
A type parancs leírja annak a parancsnak a nevét, amelyre rákérdeztünk. Ahol lehetséges, útvonalat ír ki. Lehetséges parancstípusok:
- beépített shell-utasítások
- függvények
- alias
- hash parancs
- kulcsszavak

## Kilépés
A parancs különböző értékeket ad vissza befejezéskor:
- 0 A standard bemenet sikeresen másolódott át a kimeneti állományba.
- >0 Egy hiba akadt.

## Példák
```
$ type test
test is a shell builtin
$ type cp
cp is /bin/cp
$ type unknown
-bash: type: unknown: not found
$ type type
type is a shell builtin
```